# Houcosa zhaoi
 (mai 2025).
Genre
Espèce
Houcosa zhaoi, unique représentant du genre Houcosa, est une espèce d'araignées aranéomorphes de la famille des Lycosidae.

## Distribution
Cette espèce est endémique du Guangxi en Chine,. Elle se rencontre dans le xian de Jinxiu.

## Description
Le mâle holotype mesure 6,85 mm et la femelle paratype 8,15 mm.

## Systématique et taxinomie
Cette espèce a été décrite par Wang, Marusik et Zhang en 2025.
Ce genre a été décrit par Wang, Marusik et Zhang en 2025 dans les Lycosidae.

## Étymologie
Cette espèce est nommée en l'honneur de Wen-qi Zhao.

## Publication originale
- Wang, Marusik & Zhang, 2025 : « Three new genera of wolf spiders (Araneae, Lycosidae) living on the forest floor in East Asia. » ZooKeys, vol. 1239, p. 123-145 (texte intégral).